# Olympische Sommerspiele 1980/Teilnehmer (Niederlande)
| Gelbes Symbol für Goldmedaillen mit stilisierten Olympischen Ringen | Graues Symbol für Silbermedaillen mit stilisierten Olympischen Ringen | Braundes Symbol für Bronzemedaillen mit stilisierten Olympischen Ringen |
| ------------------------------------------------------------------- | --------------------------------------------------------------------- | ----------------------------------------------------------------------- |
| —                                                                   | 1                                                                     | 2                                                                       |

Die Niederlande nahmen an den Olympischen Sommerspielen 1980 in Moskau mit einer Delegation von 75 Athleten (57 Männer und 18 Frauen) an 56 Wettkämpfen in zehn Sportarten teil. Der Marathonläufer Gerard Nijboer gewann die Silbermedaille, Bronze gab es den Judoka Henk Numan sowie die Schwimmstaffel der Frauen über 100 Meter Freistil. Vor dem Hintergrund einer teilweisen Unterstützung des von den USA angeführten Boykotts der Olympischen Sommerspiele 1980 lief die Nation unter der olympischen Flagge auf.

## Teilnehmer nach Sportarten

### Bogenschießen
| Männer - Tiny Reniers | Frauen - Carry van Gool-Floris |

### Judo
Männer
- Peter Adelaar
- Henk Numan
Bronze  Halbschwergewicht

### Kanu
| Männer - Jan Baaijens - Gert Jan Lebbink - Ron Stevens - Rob van Weerdenburg | Frauen - Ineke Bakker - Marijke Kegge-Deege |

### Leichtathletik
| Männer - Henk Brouwer - Marcel Klarenbeek - Gerard Nijboer Silber Marathon - Harry Schulting - Gerard Tebroke - Cor Vriend - Mario Westbroek | Frauen - Sylvia Barlag - Els Vader |

### Radsport
Männer
- Guus Bierings
- Jacques Hanegraaf
- Theo Hogervorst
- Adrie van der Poel
- Jacques van Meer
- Lau Veldt
- Peter Winnen

### Rudern
| Männer - Rob Robbers - Victor Scheffers - Jeroen Vervoort - Ronald Vervoort | Frauen - Hette Borrias - Jos Compaan - Ineke Donkervoort - Greet Hellemans - Lili Meeuwisse - Monique Pronk |

### Schießen
- Wibout Jolles
- John Pierik
- Kees van Ieperen
- Christiaan van Velzen

### Schwimmen
| Männer - Albert Boonstra - Peter Drost - Fred Eefting - Cees Vervoorn - Cees Jan Winkel | Frauen - Monique Bosga - Reggie de Jong Bronze 4 × 100 m Freistil - Jolanda de Rover - Monique Drost - Annelies Maas Bronze 4 × 100 m Freistil - Conny van Bentum Bronze 4 × 100 m Freistil - Wilma van Velsen Bronze 4 × 100 m Freistil |

### Segeln
- Geert Bakker
- Steven Bakker
- Boudewijn Binkhorst
- Govert Brasser
- Dick Coster
- Mark Neeleman
- Jan Willem van den Hondel
- Henk van Gent
- Willem van Walt Meijer
- Kobus Vandenberg
- Erik Vollebregt
- Sjoerd Vollebregt

### Wasserball
Männer
- 6. Platz
- Ton Buunk
- Wouly de Bie
- Jan Jaap Korevaar
- Nico Landeweerd
- Ruud Misdorp
- Dick Nieuwenhuizen
- Eric Noordegraaf
- Stan van Belkum
- Aad van Mil
- Hans van Zeeland
- Jan Evert Veer